# Вепърчани
Вепърчани (на македонска литературна норма: Вепрчани) е село в южната част на Северна Македония, община Прилеп.

## География
Селото е разположено в областта Мариово, южно от общинския център Прилеп на надморска височина от 800 метра. От Прилеп е отдалечено на 34 km. Има голямо землище от 29,2 km2, в което доминират пасищата с 1778,4 ха, обработваемите земи са 664,7 ха, а горите само 11,6 ха.

## История
| Османски статистики        | Ханета | Неженени | Вдовици | Годишен приход |
| -------------------------- | ------ | -------- | ------- | -------------- |
| Дефтер № 4 от 1476/77 г.   | 31     | 2        | 1       | 2181           |
| Дефтер № 16 от 1481/82 г.  | 41     |          |         | 1816           |
| Дефтер № 73 от 1519 г.     | 80     | 2        | 4       | 3800           |
| Дефтер № 149 от 1528/29 г. | 47     | 4        | 2       | 2806           |
| Дефтер № 232 от 1544/45 г. | 46     | 7        |         | 1400           |

В обобщен списък на джизието на немюсюлманите от селата от вакъфите на починалия султан Сюлейман в казата Пирлепе от 9 ноември 1615 година селото е отбелязано като Вепърчан с 42 ханета (домакинства).  В списък (иджмал дефтер) на селищата от вакъфа на султан Сюлейман в Морихова от 14 февруари 1628 година във Вепърчан са отбелязани 34 ханета.
В XIX век Вепърчани е село в Прилепска кааза, Мориховска нахия на Османската империя. В „Етнография на вилаетите Адрианопол, Монастир и Салоника“, издадена в Константинопол в 1878 година и отразяваща статистиката на населението от 1873 година, Запърчани (Zaprtchani) е посочено като село с 49 домакинства и 232 жители българи.
Според статистиката на Васил Кънчов („Македония. Етнография и статистика“) от 1900 година Вепърчани има 520 жители, всички българи християни.
На Етнографската карта на Битолския вилает на Картографския институт в София от 1901 година Вепърчани е чисто българско село в Прилепската каза на Битолския санджак с 80 къщи.
В началото на XX век българското население на селото е под върховенството на Българската екзархия. По данни на секретаря на екзархията Димитър Мишев („La Macédoine et sa Population Chrétienne“) през 1905 година в Венирчани има 384 българи екзархисти и работи българско училище.
Според Георги Трайчев Вепърчани има 64 къщи с 520 жители българи.
| Националност     | 1948 | 1953 | 1961 | 1971 | 1981 | 1991 | 1994 | 2002 |
| ---------------- | ---- | ---- | ---- | ---- | ---- | ---- | ---- | ---- |
| Общо             | 369  | 410  | 367  | 203  | 62   | 21   | 18   | 10   |
| северномакедонци |      | 409  | 359  | 200  | 62   | 21   | 18   | 10   |
| албанци          |      | 0    | 0    | 0    | 0    | 0    | 0    | 0    |
| турци            |      | 0    | 0    | 0    | 0    | 0    | 0    | 0    |
| роми             |      | 0    | 0    | 0    | 0    | 0    | 0    | 0    |
| власи            |      | 0    | 0    | 0    | 0    | 0    | 0    | 0    |
| сърби            |      | 0    | 5    | 0    | 0    | 0    | 0    | 0    |
| бошняци          |      | 0    | 0    | 0    | 0    | 0    | 0    | 0    |
| други            |      | 1    | 3    | 3    | 0    | 0    | 0    | 0    |

## Личности
Родени във Вепърчани
- Атанас Велко, българин, православен, арестуван преди април 1904 година,[9] обвинен, че е „дал убежище и помощ на разбойника Петко и неговите другари, които във воденицата го убили Трайко Стоян от Вепърчани с цел да бъде отмъстен разбойникът Толе и неговите другати, които били убити в Годяково“, лежал в следствения арест, амнистиран с общата амнистия от 12 април 1904 година[10]
- Боше Божин, българин, православен, арестуван преди април 1904 година, обвинен, че е „дал убежище и помощ на разбойника Петко и неговите другари, които във воденицата го убили Трайко Стоян от Вепърчани с цел да бъде отмъстен разбойникът Толе и неговите другати, които били убити в Годяково“, лежал в следствения арест, амнистиран с общата амнистия от 12 април 1904 година[9]
- Илия Настев (1863 - ?), български революционер
- Йордан Митрев Тодоров, кметски наместник в периода от 1941 до 1944 година[11]
- Петре Трайко, българин, православен, арестуван преди април 1904 година, обвинен, че е „дал убежище и помощ на разбойника Петко и неговите другари, които във воденицата го убили Трайко Стоян от Вепърчани с цел да бъде отмъстен разбойникът Толе и неговите другати, които били убити в Годяково“, лежал в следствения арест, амнистиран с общата амнистия от 12 април 1904 година[9]
- Ристе Димитри Бекчия, българин, православен, арестуван преди април 1904 година, обвинен, че е „дал убежище и помощ на разбойника Петко и неговите другари, които във воденицата го убили Трайко Стоян от Вепърчани с цел да бъде отмъстен разбойникът Толе и неговите другати, които били убити в Годяково“, лежал в следствения арест, амнистиран с общата амнистия от 12 април 1904 година[9]

Починали във Вепърчани
- Борис Тончев Вълчев (Денов), български военен деец, подпоручик, загинал през Първата световна война[12]
- Георги Лажот (? – 1884), български революционер
- Никола Пешков (1881 – 1903), български революционер
- Петър Петров Георгиев, български военен деец, подпоручик, загинал през Първата световна война[13]